# Грабровница
Грабровница је насељено место у саставу општине Питомача у Вировитичко-подравској жупанији, Република Хрватска.

## Историја
До територијалне реорганизације у Хрватској налазила се у саставу старе општине Ђурђевац.

## Становништво
На попису становништва 2011. године, Грабровница је имала 405 становника.

## Попис1991.
На попису становништва 1991. године, насељено место Грабровница је имало 487 становника, следећег националног састава:
| Попис 1991.‍  | Попис 1991.‍  | Попис 1991.‍ | Попис 1991.‍ | Попис 1991.‍ |
| ------------ | ------------ | ----------- | ----------- | ----------- |
|              |              |             |             |             |
| Хрвати       | Хрвати       |             | 482         | 98,97%      |
| Југословени  | Југословени  |             | 1           | 0,20%       |
| Срби         | Срби         |             | 1           | 0,20%       |
| неопредељени | неопредељени |             | 3           | 0,61%       |
| укупно: 487  |              |             |             |             |

## Познате личности
- Петар Прерадовић